# Харакири (фильм, 1919)
«Харакири» (нем. Harakiri) — немецкий немой фильм-драма 1919 года, поставленный режиссёром Фрицем Лангом по пьесе Дэвида Беласко и Джона Лютера Лонга «Мадам Баттерфляй» (1898).

## Сюжет
Нагасаки, Япония, начало XX века. По повелению буддийского священника, дочь одного из фаворитов японского императора должна стать служанкой в храме Будды. Её отец, даймё Токуява, который только что вернулся из Европы, где люди сами решают свою судьбу, не посмел приказывать дочери и предоставил ей право самой сделать выбор. Когда эта новость доходит до императора, он посылает нарушителю традиций меч, которым отец несчастной дочери в знак покорности императору, обязан совершить харакири…
Девушка была вынуждена пройти обряд посвящения для службы в храме. Неожиданная встреча с офицером из Европы, нарушает рутинное течение её жизни…